# Egoitz García
Pour les articles homonymes, voir García.
Egoitz García Etxegibel, né le 31 mars 1986 à Atxondo, est un coureur cycliste espagnol.

## Biographie
Le 1er août 2014, Cofidis annonce qu'elle se sépare d'Egoitz García à la fin de sa saison 2014.

## Palmarès

### Palmarès amateur
- 2001[2]
  - Champion du Pays basque sur route cadets
  - Champion de Biscaye sur route cadets
- 2002[2]
  - Champion du Pays basque sur route cadets
  - Champion de Biscaye sur route cadets
- 2003[2]
  - Champion du Pays basque du contre-la-montre juniors
  - 2e du championnat de Biscaye du contre-la-montre juniors
  - 3e du Premio Primavera juniors
- 2004[2]
  - Vainqueur de la Coupe d'Espagne juniors
  - Champion du Pays basque du contre-la-montre juniors
  - Champion de Biscaye sur route juniors
  - Champion de Biscaye du contre-la-montre juniors
  - San Isidro Sari Nagusia
  - Tour du Guipuscoa :
    - Classement général
    - Prologue, 2e et 3e étapes

  - Trofeo Euskal Herria
  - 1re étape de la Ronde du Maquis (contre-la-montre)
  - 2e du Premio Primavera juniors
  - 3e de la Gipuzkoa Klasika
  - 3e du championnat d'Espagne sur route juniors
- 2005
  - 3e du Gran Premio San José
- 2007
  - 1re étape du Tour de Valladolid
- 2008
  - Circuito Sollube
  - 2e du San Gregorio Saria
  - 2e de l'Andra Mari Sari Nagusia
- 2009
  - Grand Prix Macario

### Palmarès professionnel
- 2012
  - Classement général de Paris-Corrèze
- 2013
  - 3e du Circuit de Getxo
- 2014
  - 3e de la Tropicale Amissa Bongo

## Résultats sur les grands tours

### Tour de France
2 participations 
- 2013 : 115e
- 2014 : abandon (9e étape)

### Tour d'Espagne
1 participation 
- 2012 : 101e

## Classements mondiaux
| Année           | 2010 | 2011 | 2012 | 2013 | 2014 | 2015 | 2016 | 2017   |
| --------------- | ---- | ---- | ---- | ---- | ---- | ---- | ---- | ------ |
| UCI Africa Tour |      |      |      | 188e | 29e  |      |      |        |
| UCI Europe Tour | 697e | 318e | 121e | 98e  | 525e | 599e |      | 1 245e |